# Nezahualpilli
Nezahualpilli (1464-1515) est le tlatoani de la cité-État de Texcoco, à la tête de laquelle il est élu par les nobles à la mort de son père Nezahualcoyotl en 1473. Son nom signifie « noble ou seigneur qui jeûne » en nahuatl. 

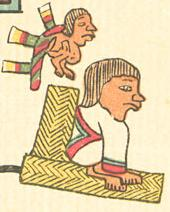
Nezahualpilli (Codex Telleriano-Remensis).

Comme son père, il est poète et est considéré comme un sage. Il a aussi la réputation d'être un dirigeant juste. On ne connaît qu'un seul poème de lui (Icuic Nezahualpilli yc tlamato huexotzinco). Il amène à sa cour nombre d'astronomes, d'ingénieurs et d'artistes. Pendant son règne, il abolit la peine de mort pour un grand nombre de crimes. Il lutte pour garder l'indépendance de Texcoco face à la montée en puissance de la ville de Tenochtitlan, devenue le centre du pouvoir aztèque.
Nezahualpilli se marie avec une sœur de Moctezuma II. Il a un grand nombre de concubines et on dit qu'il est le père de cent quarante-cinq enfants.
Cacamatzin, son fils, lui succède sur le trône. Celui-ci rencontre Cortés en novembre 1519, quelques jours avant la rencontre avec les conquistadores, le 8 novembre 1519. En tant que tlatoani de la Triple Alliance, il est arrêté et assassiné lors de la fête Toxcatl en 1520, en même temps que le tlatoani de Tlacopan et sans doute Moctezuma II.
Coanacochtzin lui succède à la tête de Tezcoco en 1520 mais s'enfuit à Tenochtitlan, alors gouverné par Cuauthémoc, quand il voit arriver les Espagnols et les troupes de Tlaxcalla sur Tezcoco, avant que ceux-ci ne mettent le siège devant Tenochtitlan. L'invasion de Texcoco serait dû à la trahison d'Ixtlilxochitl qui, n'ayant pas digéré que ses demi-frères aient le soutien de la noblesse et de Tenochtitlan, aurait permis aux envahisseurs d'entrer dans la ville mal défendue.
Lors du siège de Tenochtitlan, Ixtlilxochitl fit prisonnier Coanacochtzin et le remplaça à la tête de Tezcoco jusqu'à sa mort en 1531 sous le nom d'Ixtlilxochitl II.
Coanacochtzin est pendu, en même temps que Cuauthémoc et le souverain de Tlacopan en 1525 sous les ordres de Cortés.